# Ковальчук, Иван Иванович
Иван Иванович Ковальчук (1918—2001) — советский лётчик разведывательной авиации Военно-морского флота во время Великой Отечественной войны, Герой Советского Союза (6 марта 1945). Подполковник (24 апреля 1952). 

## Биография
Родился 18 января 1918 года в селе Павловка (ныне — Калиновский район Винницкой области Украины). Окончил школу-семилетку, затем Винницкий медицинский техникум. 
В августе 1936 года призван на службу в Рабоче-крестьянский Красный Флот. В 1938 году окончил Военно-морское авиационное училище имени И. В. Сталина в Ейске.  С ноября 1938 года служил младшим лётчиком–наблюдателем и штурманом звена 119-го морского разведывательного авиационного полка ВВС Черноморского флота. С сентябре 1940 года был переведён штурманом звена в 82-ю отдельную морскую разведывательную эскадрилью Дунайской военной флотилии, затем стал в ней же штурманом отряда. Летал на летающей лодке МБР-2.
С июня 1941 года — участник Великой Отечественной войны, вступив в неё в этой же должности. В сентябре 1941 года, после расформирования флотилии, эскадрилья, в которой воевал И. И. Ковальчук, была возвращена в состав ВВС Черноморского флота. Участник обороны Одессы и обороны Севастополя. С февраля по июль 1942 года воевал штурманом звена 116-го морского разведывательного авиационного полка, с июля 1942 — 119-го морского разведывательного авиационного полка. С июня 1943 года воевал штурманом звена и штурманом эскадрильи 30-го отдельного разведывательного авиационного полка.
Участвовал в битве за Кавказ, в Новороссийско-Таманской, Керченско-Эльтигенской десантной, Одесской, Крымской и Ясско-Кишинёвской наступательных операциях.
К сентябрю 1944 года штурман эскадрильи 30-го разведывательного авиаполка ВВС Черноморского флота капитан Иван Ковальчук совершил 285 боевых вылетов, 183 из которых — на бомбардировку важных целей противника и 102 на воздушную разведку. Нанёс противнику большой урон: им уничтожены 5 танков, 7 артиллерийских батарей, 2 зенитных прожектора. При атаках немецких аэродромов в группе сожжено 19 самолётов. Потоплены 2 быстроходные десантные баржи.
Указом Президиума Верховного Совета СССР от 6 марта 1945 года за «образцовое выполнение боевых заданий командования на фронте борьбы с немецко-фашистскими захватчиками и проявленные при этом отвагу и геройство» капитану Ивану Ивановичу Ковальчуку присвоено звание Героя Советского Союза с вручением ордена Ленина и медали «Золотая Звезда» за номером 3820.
В марте 1945 года Ивана Ковальчук с Черноморского флота, который уже завершил боевые действия, направили на воюющий Балтийский флот на должность штурмана 15-го разведывательного авиаполка ВМФ. Там он воевал до Победы. Всего же за время своего участия в боях И. И. Ковальчук совершил 352 боевых вылета. 
После окончания войны продолжил службу в военно-морской авиации. С июня 1945 года вновь был штурманом эскадрильи
30-го разведывательного авиаполка Черноморского флота. С января 1946 года был штурманом – старшим преподавателем 4-го Военно-морского авиационного училища (Адлер).
В 1947 окончил Высшие офицерские курсы авиации ВМФ. Затем был штурманом–инструктором по навигации и радионавигации – преподавателем штурманского лётного центра Высших офицерских летно-тактических курсов авиации ВМС. С декабря 1951 по декабрь 1952 — штурман 1733-го отдельного разведывательного авиаполка ВВС Северного флота, откуда убыл на учёбу в академию. В 1955 году окончил Военно-морскую академию. С октября 1955 года проходил службу в ВВС Тихоокеанского флота: заместитель главного штурмана ВВС флота, с февраля 1956 года — старший штурман 143-й минно-торпедной авиадивизии. В октябре 1957 года подполковник И. И. Ковальчук уволен в запас. 
Проживал в Виннице, работал в Винницком облпотребсоюзе. Скончался 7 ноября 2001 года. Похоронен на аллее Героев Центрального кладбища Винницы.

## Награды
- Герой Советского Союза (6.03.1945)
- Орден Ленина (6.03.1945)
- Три ордена Красного Знамени (29.01.1942, 30.05.1944, 30.12.1956)
- Ордена Отечественной войны I (11.03.1985) и II (29.11.1942) степеней
- Орден Красной Звезды (27.12.1951)
- Медаль «За боевые заслуги» (5.11.1946)
- Медаль «За оборону Севастополя» (1943)
- Медаль «За оборону Одессы» (1943)
- Медаль «За оборону Кавказа» (1945)
- Ряд других медалей СССР[3].

## Память
- Бюст И. И. Ковальчука установлен на территории воинской части в посёлке Новофёдоровка Сакского района Крыма[3].
- Имя Героя высечено на мемориале лётчикам-черноморцам в Севастополе.